# 이반 알렉산더르
이반 알렉산더르(불가리아어: Иван Александър)는 1331년부터 1371년까지 제 2차 불가리아 제국의 차르였다. 그가 언제 태어났는지는 알려져 있지 않고, 1371년 2월 17일에 사망했다. 이반 알렉산더르의 긴 치세는 불가리아 중세사의 전환기로 여겨진다. 이반 알렉산더르는 내부 문제와 비잔티움 제국 및 세르비아 등 외부의 위협에 대처하면서 치세를 시작했고, 제국의 경제 부흥과 문화적, 종교적 르네상스의 시기를 이끌었다.
하지만 그의 치세 후반 이반 알렉산더르는 새롭게 떠오르는 오스만 제국의 침입, 북서부에서의 헝가리의 침입과 흑사병에 대처할 수가 없었다. 이러한 문제들에 대처하기 위해 그는 그의 두 아들에게 국가를 분할하였지만 이는 제국을 약화되고 분할된 채로 오스만 제국의 침입을 맞게 하면서 좌절된 시도가 되고 말았다.

## 초기 통치
이반 알렉산더르는 크런의 데스포트 스라치미르와 미하일 시슈만의 여동생 페트리차의 아들로, 미하일 시슈만의 조카이다. 이반 알렉산더르의 부계 혈통은 아센 왕가의 후손이다. 1330년 이반 알렉산더르는 로베치의 데스포트가 되었다. 이반 알렉산더르는 그의 아버지 스라치미르와 처남 바사라브와 함께 벨버즈드 전투에서 세르비아와 싸웠으나 불가리아군은 패배하였다. 이 패배는 비잔티움 제국과의 악화된 관계와 더불어 불가리아의 내적 위기를 촉발시켰고, 이러한 위기 상황은 비잔티움 제국의 침입으로 악화되었다. 1331년 수도 터르노보에서 쿠데타가 일어나 세르비아에서 내세운 황제 이반 스테판이 폐위당했고 터르노보의 귀족들은 이반 알렉산더르를 차르로 추대하였다.

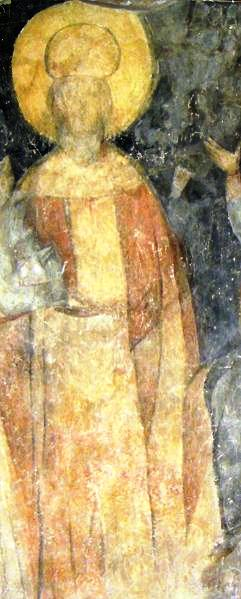
이바노보의 암벽 성당의 벽화에 묘사된 이반 알렉산더르.

이반 알렉산더르는 비잔티움 제국이 빼앗은 영토를 되찾음으로써 그의 지위를 안정시키고자 하였다. 1331년 이반 알렉산더르는 아드리아노폴리스를 공격하였고 북동부 트라키아를 탈환하였다. 세르비아에서도 스테판 우로시 4세 두샨이 그의 아버지 스테판 우로시 3세 데찬스키를 폐위시키고 황제가 되었다. 이는 두 나라의 긴장 관계를 완화하는데 도움을 주었다. 이반 알렉산더르와 두샨은 동맹을 맺었고, 1332년 부활절에 이반 알렉산더르의 누이 엘레나와 두샨이 결혼하면서 동맹은 공고해졌다.
이 때 미하일 시슈만의 동생이자 이반 알렉산더르의 또 다른 삼촌인 벨라우르가 그의 또 다른 조카 이반 스테판의 복위를 주장하면서 비딘에서 반란을 일으켰다. 또한 1332년 여름 비잔티움 제국의 안드로니코스 3세도 불가리아로 진군하였다. 비잔티움군은 불가리아령 북동부 트라키아로 진격하였으나 이반 알렉산더르는 소규모의 군대를 이끌고 빠르게 남진하여 루소카스트로에서 안드로니코스 3세를 따라잡았다.
이반 알렉산더르는 먼저 협상을 원한다는 인상을 주고 난 후 몽골 기병대의 증원을 받아 적지만 더 잘 정비된 비잔티움군을 루소카스트로 전투에서 압도하였다. 비잔티움이 점령했던 지역은 이반 알렉산더르에게 항복하였고, 안드로니코스 3세는 루소카스트로 성벽으로 피신했다. 이반 알렉산더르와 안드로니코스 3세가 만나 전쟁은 끝났고 현상 유지를 기반으로 평화 조약이 체결되었다. 동맹을 강화하기 위해 그는 그의 맏아들 미하일 아센 4세를 안드로니코스의 딸 마리아(이레네)와 약혼시켰고, 1339년 둘은 결혼하였다. 이반 알렉산더르는 이제 그의 주의를 벨라우르에게 집중할 수 있었지만 벨라우르의 반란은 1336년 혹은 1337년이 되어서야 진압되었다.
1332년 이반 알렉산더르는 아마도 그의 가족의 제위 소유를 보호하기 위해 그의 맏아들 미하일 아센 4세를 공동 황제로 즉위시켰다. 그는 또한 전통적인 방식을 따라 1337년 다른 아들 이반 아센 4세와 이반 스라치미르를 공동 황제로 대관하였다. 이반 알렉산더르는 작은 아들들을 공동 황제로 내세워 중요한 지역의 즉각적으로 통제하고자 하였고, 이반 스라치미르는 비딘에, 이반 아센 4세는 프레슬라프에 자리잡았다. 그럼에도 불구하고 이는 작은 아들들을 지방 관리를 하는 것과 상관 없이 데스포트로 임명하였던 비잔티움의 방식과는 차이를 보인다.

## 비잔티움 제국과의 관계

이반 알렉산더르 치하의 불가리아.

1340년대 초반 비잔티움 제국과의 관계는 일시적으로 악화되었다. 이반 알렉산더르는 비잔티움 정부에 전쟁을 위협하면서 미하일 시슈만의 아들 중 하나인 시슈만의 압송을 요구하였다. 이반 알렉산더르의 무력 시위는 역효과를 내어 비잔티움 제국은 그의 의도를 간파하고 그들의 동맹인 튀르크의 아미르 스미르나 우무르 벡의 함대를 보냈다. 그들은 도나우 삼각주에 상륙하여 주변의 마을을 약탈하였고 근처의 불가리아 도시를 공격하였다. 이반 알렉산더르는 1341년 말 비잔티움 제국을 다시 한번 침략하면서 아드리아노폴리스의 시민들이 그를 불렀다고 주장했다. 하지만 이반 알렉산더르의 군대는 아드리아노폴리스 근교에서 비잔티움의 튀르크 동맹군에게 두 차례나 패배하였다.
1341년에서 1347년까지 비잔티움 제국은 요한네스 5세의 섭정 자리를 놓고 그의 모후 사보이의 안나와 요한네스 6세 칸타쿠제노스 간의 내전 상태에 빠졌다. 비잔티움 제국의 이웃들은 이 내전을 이용하고자 하여 스테판 두샨은 요한네스 칸타쿠제노스를 지원하였고 이반 알렉산더르는 사보이의 안나를 지원하였다. 비록 두 발칸 통치자들은 비잔티움 내전에서 각각 반대편을 지원하였지만 그들의 동맹은 유지되었다. 1344년 요한네스 5세의 섭정은 이반 알렉산더르의 지원의 대가로 플로프디프와 로도피 산맥 근교의 9개의 중요한 요새를 양도하였다. 이 평화적 양도는 이반 알렉산더르의 대외 정책의 마지막 주요한 성공이었다.

## 세르비아의 흥기와 오스만의 위협

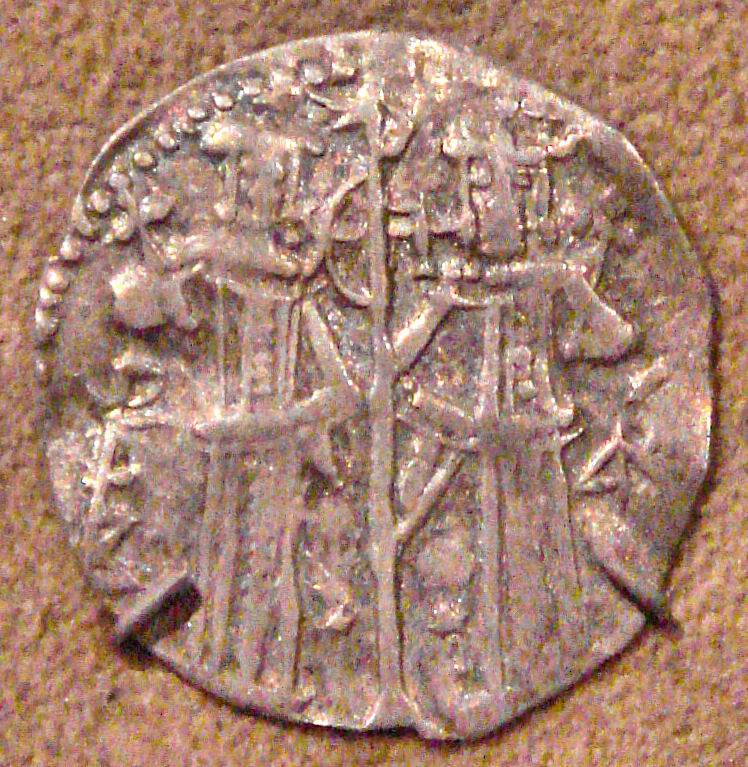
이반 알렉산더르의 은전.

같은 시기 세르비아의 두샨은 비잔티움의 내전을 이용하여 마케도니아, 알바니아의 대부분과 북부 그리스까지 정복하였다. 1345년 두샨은 그 자신을 "세르비아인과 그리스인의 황제"라고 부르기 시작하였고 1346년에는 새롭게 창설된 세르비아 정교회의 총대주교에게 황제의 관을 받았다. 비잔티움 제국의 의분을 산 이 행동은 불가리아의 총대주교 시메온이 세르비아 수좌주교구 창설과 두샨의 대관식에 참여한 것으로 보아 불가리아의 지원을 받은 것으로 보인다.
1340년대 후반에 이반 알렉산더르의 초기 성과는 거의 남지 않았다. 요한네스 칸타쿠제노스의 튀르크 동맹군은 불가리아령 트라키아를 1346년, 1347년, 1349년, 1352년, 1354년까지 다섯 차례나 약탈하였고, 거기다 흑사병이 덮쳤다. 침략자들을 내쫓으려는 노력은 계속적으로 실패하여 이반 알렉산더르의 둘째 아들 이반 아센 4세는 1349년 튀르크와의 전투에서 살해당했고, 1355년 혹은 조금 이전에 맏아들 미하일 아센 4세도 살해당했다.
1351년 비잔티움 제국의 내전이 종식되고 요한네스 6세 칸타쿠제노스는 오스만 제국의 발칸 반도로의 위협을 인식하였다. 그는 세르비아와 불가리아의 통치자들에게 튀르크에 대항하는 연합을 호소하였고 이반 알렉산더르에게 함대 건설을 위한 자금을 요청하였으나 그의 이웃들은 그를 믿지 못했기에 이를 듣지 않았다. 1355년 요한네스 칸타쿠제노스가 폐위당하고 요한네스 5세가 복위한 후 불가리아와 비잔티움의 협력을 위한 새로운 시도가 개시되었다. 이 협약을 굳건히 하기 위해 이반 알렉산더르의 딸 케라차 마리아는 미래의 비잔티움 황제 안드로니코스 4세와 결혼하였으나, 이 동맹은 구체적인 결과를 만들어내지 못하였다.

## 심해지는 안정의 위협과 죽음

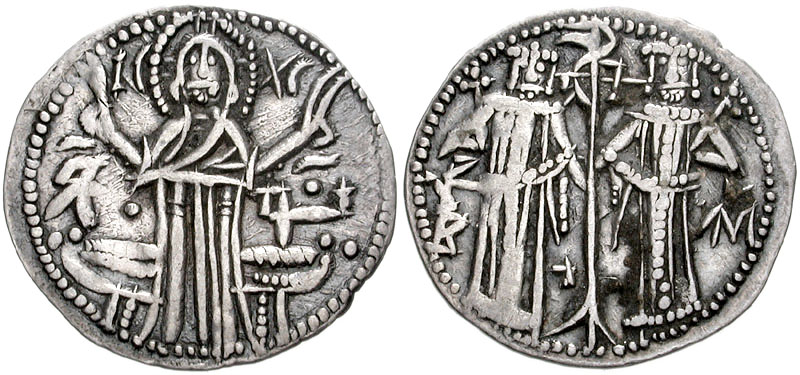
이반 알렉산더르와 그의 아들 미하일 아센 4세(오른쪽)이 묘사된 주화.

국내에서 이반 알렉산더르는 내부 문제의 해결을 위해 그의 첫번째 아내 왈라키아의 테오도라와 이혼하고(1349년 경) 역시 테오도라라는 이름의 개종한 유대인과 결혼하였다. 새 결혼으로 이반 알렉산더르는 새 아들들을 얻어 1356년 경에는 이반 시슈만을, 1359년에는 이반 아센 5세를 공동 황제로 즉위시켰다. 이반 알렉산더르의 첫번째 아내와의 소생 중 마지막으로 살아남은 공동 황제 이반 스라치미르는 1356년 경 실질적인 독립 상태가 되었고, 이반 알렉산더르의 왈라키아, 도브루자 등 다른 강력한 봉신들에 대한 통제력은 거의 강해지지 못하였다.
14세기 중반 불가리아는 헝가리의 러요시 1세의 먹잇감으로 전락하여 그는 1352년 몰다비아를 병합하고 공국을 세웠고, 1365년에는 비딘을 정복하여 이반 스라치미르와 그의 가족들을 포로로 잡았다.

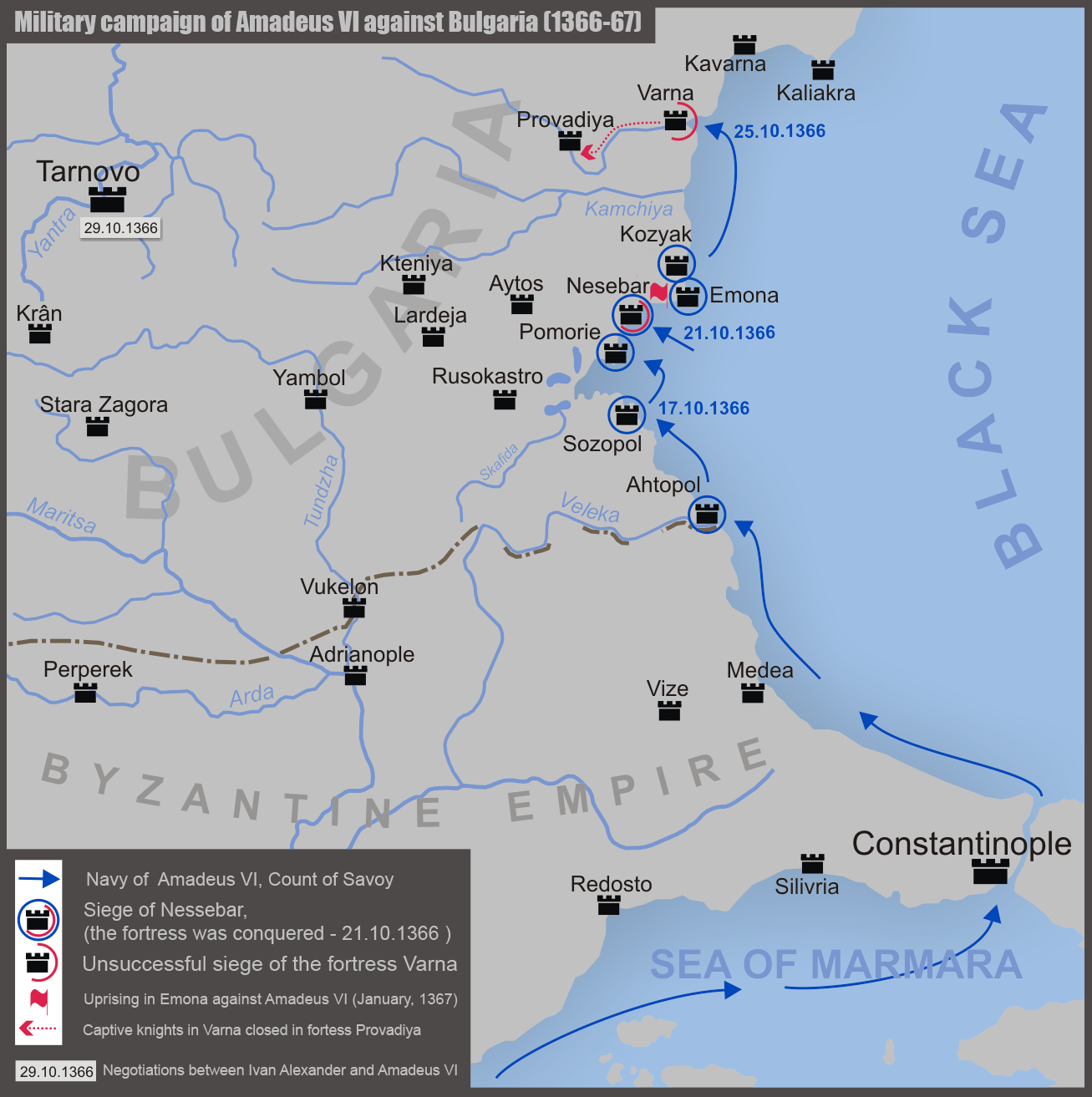
아메데오 6세의 불가리아 원정(1366–67)

그동안 불가리아와 비잔티움은 1364년 다시 충돌하였다. 1366년 요한네스 5세가 서방에서 돌아올 때 불가리아는 그가 불가리아를 지나가는 것을 거부하였다. 이는 역효과를 불러일으켜 비잔티움의 다른 동맹자인 사보이아의 아메데오 6세에게 보복을 당해 비록 바르나는 지켜냈지만 안키알로와 메셈브리아를 포함한 해안 지역의 도시들을 빼앗겼다. 허를 찔린 이반 알렉산더르는 평화 조약을 맺을 수 밖에 없었다.
빼앗긴 도시들은 비잔티움 제국에 귀속되었지만 요한네스 5세는 이반 알렉산더르에게 180,000 플로린을 지불하였다. 이반 알렉산더르는 헝가리로부터 비딘을 되찾기 위해 도브루자의 도브로티차와 왈라키아의 블라디슬라프 1세를 끌어들이면서 이 돈과 영토 할양을 제시하였다. 전쟁은 성공적이었고, 이반 스라치미르는 비록 헝가리 왕의 종주권을 인정하였지만 1369년 비딘에 다시 정착했다.
북서부에서의 상대적으로 성공적인 위기 해결은 남동부에서의 손실을 회복하는데 도움을 주지 못하였다. 상황은 더욱 악화되어 1369년 경 오스만 튀르크의 무라트 1세는 아드리아노폴리스를 정복하고 그곳을 팽창하는 국가의 실질적인 수도로 삼았다. 동시에 그들은 플로프디프와 보루이(현재의 스타라 자고라)를 점령하였다. 불가리아와 세르비아는 마케도니아에서 튀르크에 대한 연합 작전을 준비하였으나, 1371년 2월 17일 이반 알렉산더르가 사망하였다. 비딘에서는 이반 스라치미르가, 터르노보에서는 이반 시슈만이 그를 계승하였지만 도브루자와 왈라키아는 사실상 독립하였다.

## 문화와 종교

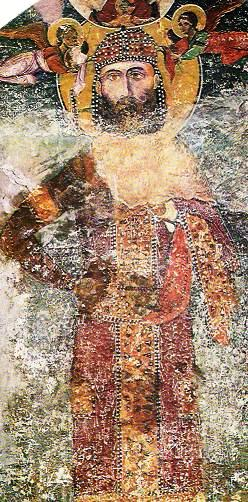
바흐코보 수도원 납골당의 이반 알렉산더르의 프레스코화

이반 알렉산더르의 통치 기간 동안 제 2차 불가리아 제국은 문화적 르네상스기에 접어들었고, 이는 시메온 대제 시기의 뒤를 이은 "불가리아 문화의 두번째 황금기"로 불렸다. 이반 알렉산더르의 명령 아래 많은 불가리아 수도원과 교회들이 지어지고 개수되었다. 바흐코보 수도원의 납골당과 이바노보 암벽 성당의 벽화로 후원자로서 그의 초상화가 그려져 있다. 이반 알렉산더르의 후원은 네세버르의 엘레우사 성모 수도원과 성 니콜라 수도원이 그의 시대에 재건축된 것으로 입증된다. 게다가 이반 알렉산더르는 드라갈레브치 수도원과 킬리파레보 수도원의 건축을 개시하였다.
이반 알렉산더르의 재위 기간 동안 문예 활동도 발전하였다. 이 시기 현재 바티칸에 보관되어 있는 마나세스 연대기의 중세 불가리아어 번역본(1344-1345), 런던에 소장되어 있는 이반 알렉산더르의 네 복음서(1355-1356), 모스크바에 소장되어 있는 토미치 시편(1360), 소피아 시편(1337) 몇몇 중요한 문학 작품들이 만들어졌다.
이반 알렉산더르의 치세에는 또한 이단과 유대교의 탄압을 통한 불가리아 정교회의 지위 상승 노력이 엿보인다. 그는 1350년과 1359-1360년 두 차례의 반 이단 종교 회의를 개최하여 보고밀파, 아담파, 유대교도 등을 비난하였다. 주술적 기도 방법인 헤시카주의가 14세기 동방 정교회에 깊은 영향을 주었고, 불가리아에서는 터르노보의 테오도시와 그의 제자이자 터르노보 총대주교를 지닌 에브티미가 대표적이었다.
불가리아 제국은 해상 국가인 베네치아 공화국, 제노바 공화국, 라구사 공화국과 통상하였다. 1353년 이반 알렉산더르는 베네치아 상인들에게 불가리아 내에서의 통상을 허가하는 칙서를 발급한 후 도제 안드레아 단돌로에게 조약을 준수할 것을 보장받았다.
근대 불가리아의 민족주의 작가 이반 바조프는 이반 알렉산더르의 통치에 영감을 얻어 중편 소설 이반 알렉산더르와 희곡 심연을 향하여를 집필하였고 이 두 작품에서 이반 알렉산더르는 주인공이다.
1970년대 피로트 근처의 귀족 무덤에서 이반 알렉산더르의 서명이 적힌 금이 섞인 옷가지들이 발견되었고, 이는 오늘날 세르비아의 베오그라드 국립 박물관에 보존되어 있다. 이러한 종류는 처음 발견된 것으로, 중세 통치자들이 저명한 고위 관리들에게 자신이 입었던 옷을 하사하는 징표로 서명하는 중세의 풍속을 엿볼 수 있다.

## 가족
이반 알렉산더르는 두번 결혼하였으며, 첫번째 아내 왈라키아의 바사라브의 딸 테오도라와의 사이의 자식들은 다음과 같다.
1. 미하일 아센 4세, 1355년 경 사망.
2. 이반 아센 4세, 1349년 사망.
3. 케라 타마라, 오스만 제국의 무라트 1세와 결혼.
4. 이반 스라치미르, 1371년 ~ 1396년 비딘의 차르.

두번째 아내인 테오도라(사라)와의 자식들은 다음과 같다.
1. 이반 시슈만, 1371년 ~ 1396년 불가리아의 차르.
2. 케라차 마리아, 비잔티움 제국의 안드로니코스 4세와 결혼.
3. 이반 아센 5세, 1388년 경 사망.
4. 데시슬라바
5. 바실리사

## 참고 문헌
- Andreev, Jordan; Ivan Lazarov, Plamen Pavlov (1999). Koj koj e v srednovekovna Bǎlgarija (in Bulgarian) (2nd ed.). Sofia: Petǎr Beron. ISBN 954-402-047-0.
- Andreev, Jordan (1993). Bǎlgarija prez vtorata četvǎrt na XIV v. (in Bulgarian). Veliko Tǎrnovo: Sv. Kliment Ohridski. OCLC 69163573.
- Angelov, Petǎr (1982) [1978]. Bǎlgaro-srǎbskite otnošenija pri caruvaneto na Ivan Aleksandǎr (1331-1371) i Stefan Dušan (1331-1355) (in Bulgarian). Sofia: Sofia University Press.
- Bakalov, Georgi; Milen Kumanov (2003). Elektronno izdanie – Istorija na Bǎlgarija (in Bulgarian). Sofia: Trud, Sirma. ISBN 954528613X. Unknown parameter |ISBN status= ignored (help)
- Božilov, Ivan (1985). Familijata na Asenevci (1186–1460) (in Bulgarian). Sofia: Bulgarian Academy of Sciences. OCLC 14378091.
- Canev, Stefan (2006). "11 Kǎm propast. Car Ivan Aleksandǎr, Momčil". Bǎlgarski hroniki (in Bulgarian). Sofia, Plovdiv: Trud, Žanet 45. ISBN 954-528-610-5.
- Delev, Petǎr; Valeri Kacunov, Plamen Mitev, Evgenija Kalinova, Iskra Baeva, Bojan Dobrev (2006). "19 Bǎlgarija pri Car Ivan Aleksandǎr". Istorija i civilizacija za 11. klas (in Bulgarian). Trud, Sirma.
- Fine, Jr., John V.A. (1987). The Late Medieval Balkans. Ann Arbor: University of Michigan Press. ISBN 0-472-08260-4.
- Lalkov, Milčo (1997). "Tsar Ivan Alexander (1331–1371)". Rulers of Bulgaria. Kibea. ISBN 954-474-098-8. Unknown parameter |ISBN status= ignored (help)
- Tjutjundžiev, Ivan; Plamen Pavlov (1992). Bǎlgarskata dǎržava i osmanskata ekspanzija 1369–1422 (in Bulgarian). Veliko Tǎrnovo. OCLC 29671645.

| 전임 이반 스테판 | 제2차 불가리아 제국의 차르 1331년 ~ 1371년 | 후임 이반 시슈만과 이반 스라치미르 |